# 메이든헤드

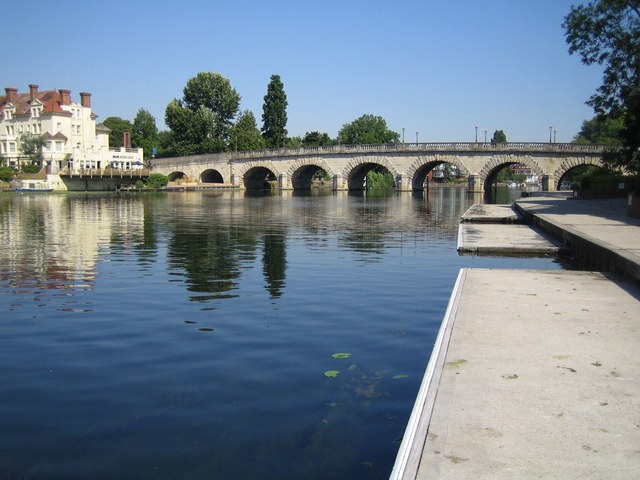
메이든헤드

메이든헤드(영어: Maidenhead)는 잉글랜드 버크셔주에 위치한 도시로 인구는 67,404명(2011년 기준)이다.